# Chen Gongbo
Chen Gongbo (陳公博T, Ch'en Kung-poP; Distretto di Nanhai, 19 ottobre 1892 – Suzhou, 3 giugno 1946) è stato un politico cinese, noto per il suo ruolo di secondo (e ultimo) presidente del regime collaborazionista instaurato da Wang Jingwei durante la seconda guerra mondiale.

## Biografia
Chen Gongbo nacque nel distretto di Nanhai, Guangdong, nell'Impero Qing da contadini Hakka originari della contea di Shanghang, Tingzhou, nel Fujian occidentale nel 1892. Suo padre era un funzionario dell'amministrazione Qing. Come studente all'Università di Pechino, partecipò al Movimento del 4 maggio 1919 e studiò il marxismo sotto Chen Duxiu. Chen Gongbo fu uno dei fondatori del Partito Comunista Cinese e membro del suo I Congresso nazionale a Shanghai nel luglio del 1921, ma lasciò il partito l'anno successivo. Si trasferì quindi negli Stati Uniti, dove conseguì un master in economia alla Columbia University nel 1925. Al suo ritorno in Cina, si unì al Kuomintang (KMT) e fu nominato capo del Dipartimento dei contadini e degli operai sotto Liao Zhongkai. Era considerato un membro della cricca di sinistra del KMT insieme a Wang Jingwei, con il quale sviluppò uno stretto rapporto politico e personale. Sebbene abbia avuto un ruolo significativo nella spedizione del Nord di Chiang Kai-shek, insieme a Wang Jingwei si oppose fortemente a Chiang quando questi iniziò a esercitare il potere dittatoriale. Riteneva particolarmente ingiusto che Chiang avesse sostituito Wang nella direzione della KMT con un colpo di Stato militare nel 1926. Tuttavia, durante un periodo di cooperazione tra Chiang e Wang, fu nominato Ministro dell'Industria dal governo del Kuomintang dal 1932 al 1936. Alcune delle politiche economiche nazionali fondamentali che contribuì a stabilire in questo periodo rimasero praticate sotto vari regimi politici cinesi fino agli anni '70. Come direttore della filiale del Kuomintang del Sichuan, contribuì a organizzare l'evacuazione del governo nazionalista a Chongqing dopo l'inizio della seconda guerra sino-giapponese.
Tuttavia, rimase politicamente distaccato da Chiang Kai-shek e, dopo che Wang Jingwei ruppe i ranghi con il Kuomintang e stabilì il governo collaborazionista, Chen lo seguì presto nonostante la sua iniziale opposizione. All'interno del nuovo governo Chen divenne il relatore dello Yuan legislativo. Dopo che il governo nominale di Shanghai fu trasferito al governo nazionalista di Nanchino dal Giappone nel novembre 1940, Chen fu nominato sindaco. A metà del 1944, quando Wang si recò in Giappone per cure mediche, Chen fu lasciato in carica come presidente ad interim dello Yuan esecutivo, diventando presidente del governo alla morte di Wang nel novembre 1944.
Alla fine della seconda guerra mondiale Chen fuggì in Giappone e, immediatamente dopo la Resa del Giappone il 9 settembre 1945, il rappresentante cinese, generale He Yingqin, chiese al rappresentante giapponese, generale Yasuji Okamura, di estradare Chen Gongbo in Cina per essere processato per tradimento. La richiesta fu accolta dalle forze di occupazione statunitensi e Chen fu scortato in Cina il 3 ottobre. Al suo processo si difese vigorosamente. Come presidente, insistette sul fatto di essersi rifiutato di collaborare con i giapponesi in diverse questioni significative e di aver agito solo per la sua lealtà nei confronti dell'amico Wang Jingwei. Tuttavia fu giudicato colpevole di tradimento e condannato a morte. Prese il suo destino con calma, dicendo che "presto mi riunirò con Wang Jingwei nel prossimo mondo". Chen fu giustiziato mediante fucilazione a Suzhou, Jiangsu, il 3 giugno 1946.